# Mixiote

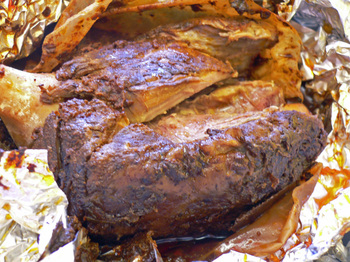
Mixiote de carne servido em um restaurante

Mixiote ou misiote é um prato típico da culinária do México, que consiste em carne (carneiro, galinha, coelho, porco, vaca ou outra, peixe ou marisco) temperada e cozinhada, tradicionalmente num forno cavado na areia, enrolada numa película que se retira das folhas de “maguey pulquero” (Agave salmiana, cuja seiva é usada para preparar o pulque). A palavra mixiote (que se pronuncia como se o “x” fosse um “ch” em português) vem da língua náhuatl, composta por “metl” (maguey) e “xiotl” (“película da penca”, em que “penca” é a palavra usada para designar as folhas dos agaves). 
Aparentemente, a remoção artesanal do xiotl foi considerada ilegal, uma vez que estava a pôr em causa a sustentabilidade do maguey, pelo que a sua substituição por folhas de bananeira para preparar o mixiote tornou-se mais prevalente, apesar de ser também uma prática tradicional.  Nas cidades, passou também a usar-se o “pergaminho”, ou papel-de-forno, ou mesmo a folha de alumínio, para embrulhar os mixiotes, o que pode ser considerada uma reminiscência da antiga técnica francesa de assar “en papillote”, ou da italiana “al cartoccio” (no cartucho). Aliás, esta técnica é tradicional em muitas culturas culinárias: pepes na Indonésia; zongzi, na China; dolmades, na Europa oriental e Ásia central, para além da América Central, onde os tamales são normalmente cozinhados dessa forma, ou para a preparação da pamonha no Brasil. A diferença é que a utilização do xiotl confere ao alimento um sabor especial, que não pode ser substituído. 

## Preparação

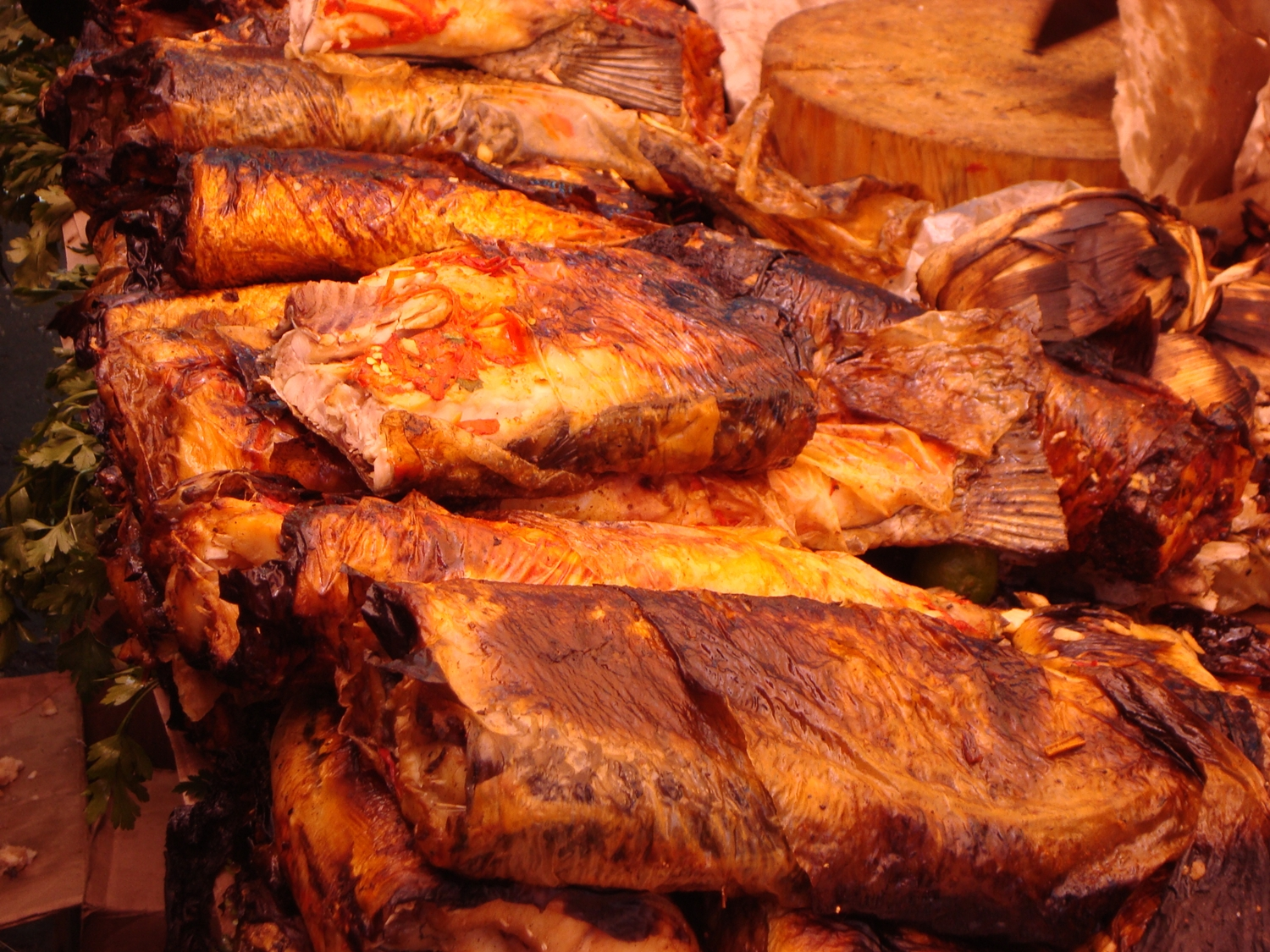
Um mixiote de peixe

O prato tradicional pode considerar-se mais um cozinhado no vapor, do que um assado, uma vez que o forno tradicional é coberto e a carne também fica encaixada no mixiote. Por isso, as preparações modernas podem ser feitas, quer num forno de cozinha, quer numa vaporeira. No entanto, uma parte fundamental deste cozinhado é a preparação prévia de um molho, que pode ser um mole, uma salsa simples, ou apenas uma mistura de temperos usada para marinar a carne.
Numa receita de “Mixiotes de Pollo” começa por se preparar um molho, demolhando malaguetas em água fervente, que depois se moem com cebola, alho, canela, orégão, tomilho, sal e pimenta; usa-se esta mistura para marinar os pedaços de frango, que se colocam em folhas de mixiote e se cozem numa vaporeira. 
Noutra receita, prepara-se um mole à base de tomate assado na grelha, alho, gergelim e pimenta-em-grão moídos, malaguetas sem sementes, demolhadas em água fervente e moídas; numa caçarola, fritam-se os temperos secos em óleo e junta-se o puré de tomate e alho e as malaguetas; depois de deixar misturar os sabores, junta-se chocolate, açúcar e sal. Temperam-se pedaços de borrego com sal e salteiam-se numa frigideira, ensopam-se individualmente no mole, enrolam-se em folhas de mixiote, de bananeira, ou de alumínio e colocam-se numa assadeira em forno médio até ficarem macios. Retiram-se do “pacote” e servem-se com mais mole. 
Ainda noutra receita, esta de “Mixiotes de camarón”, originária de Yucatán, começa por se fritar malaguetas do tipo “passilla”, comprimindo-as com uma espátula, até começarem a libertar o seu aroma, e mergulham-se numa tigela com água fervente, cobertas por um pratinho, para as manter dentro da água. Entretanto, grelham-se tomates abertos, cada metade com um dente de alho inteiro (com a casca), até ficarem ligeiramente queimados (os alhos vão-se virando durante o processo); deixam-se arrefecer, pelam-se os alhos e moem-se com o tomate, acrescentando as malaguetas, a que se tiraram o pé e as sementes; se necessário, junta-se água, mas a mistura deve ficar espessa. Numa frigideira, salteiam-se cebolas cortadas em pedaços até ficarem transparentes; junta-se o puré de tomate e malagueta, sumo e raspa da casca de laranja e limão, orégão, tomilho, cominho e canela moídos, sal e pimenta. Juntam-se camarões, apenas para ficarem cobertos com o molho, e colocam-se em folhas de mixiote ou de “pergaminho”, colocando em cada pacote uma folha de louro (noutras receitas, a folha é de abacate). Colocam-se os mixiotes numa vaporeira e deixam-se cozer; abrem-se os pacotes e rega-se o conteúdo com sumo de lima e servem-se em tortilhas quentes. 